# Balsa Nova
Balsa Nova is een gemeente in de Braziliaanse deelstaat Paraná. De gemeente telt 11.252 inwoners (schatting 2009).

## Galerij

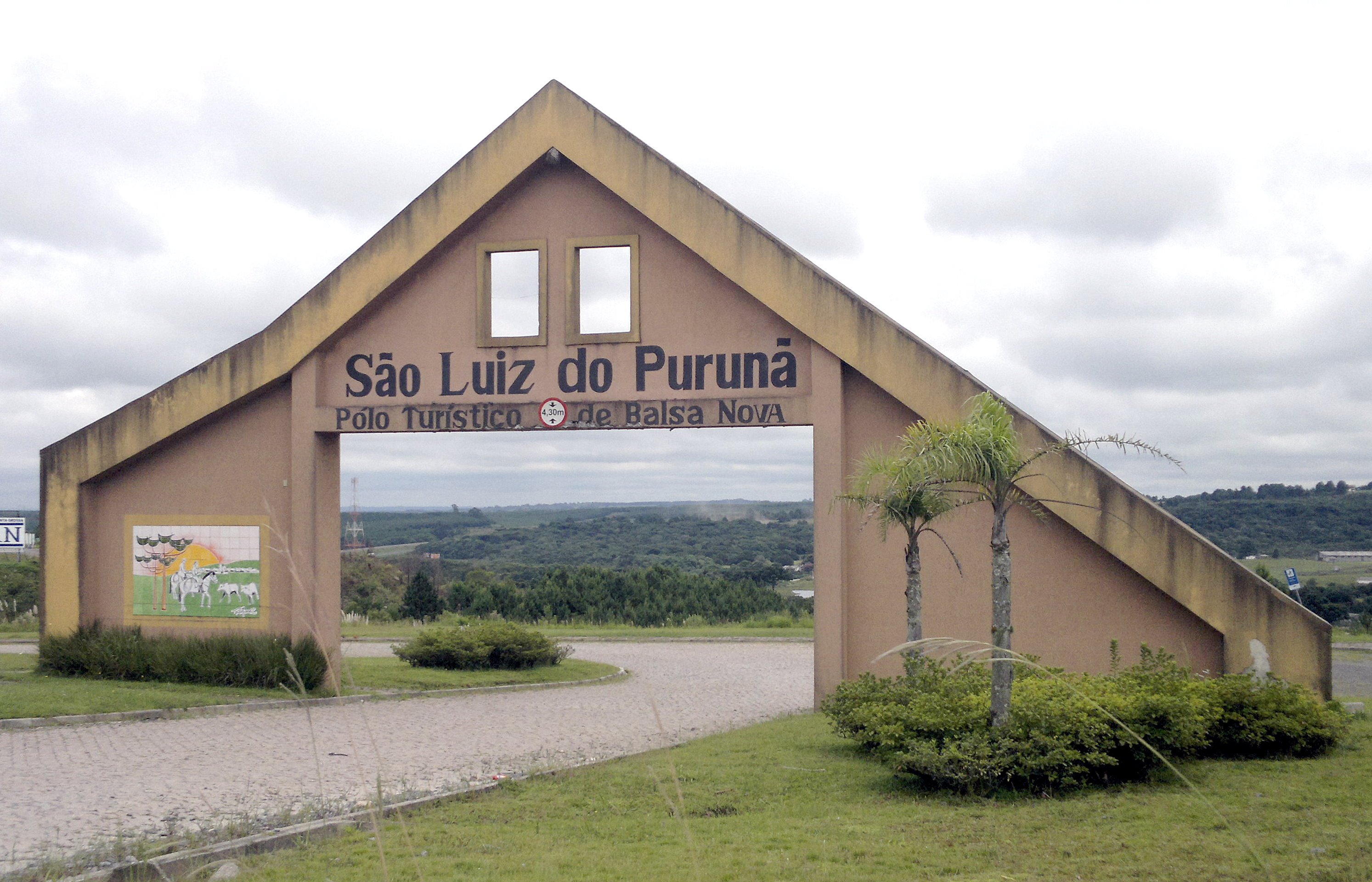
Toegangsweg naar Balsa Nova
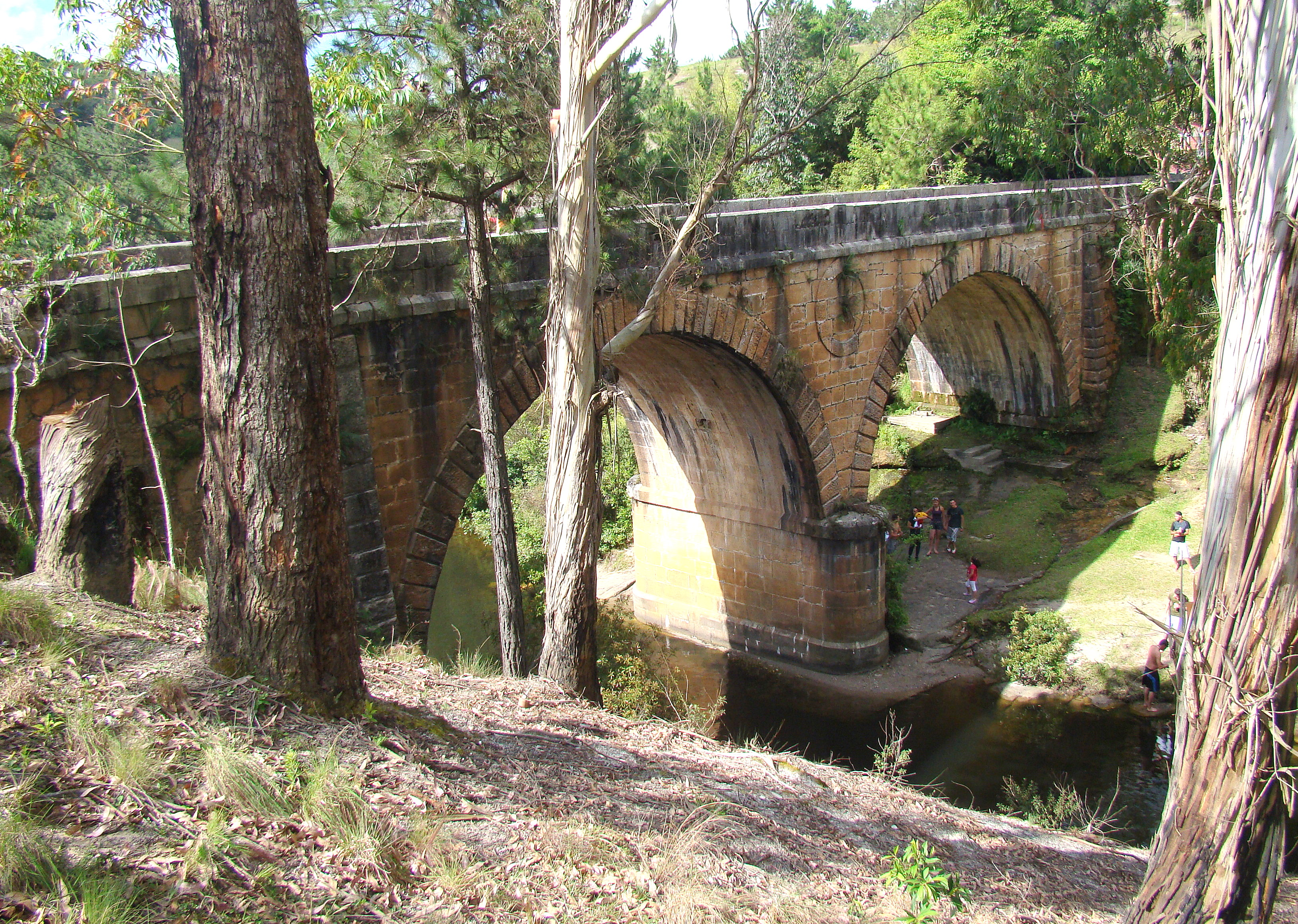
Ponte Papagaios, Balsa Nova